# 西爾維亞·潘克斯特
埃斯特爾·西爾維亞·潘克斯特 （英語：Estelle Sylvia Pankhurst）（1882年5月5日—1960年9月27日）是20世紀英國著名的女性主義者和左翼社會主義者，英國女權運動領袖艾米琳·潘克斯特的二女兒，她與姐姐克里斯塔貝爾、妹妹阿德拉·潘克赫斯特是20世紀初著名的英國女權運動三姐妹。

## 女權運動世家
埃斯特爾·西爾維亞·潘克斯特出生在曼徹斯特老特拉福德區，父親是理查德·潘克斯特，母親是艾米琳·潘克斯特，父母都是英國女權運動活動家，父母的影響尤其是母親艾米琳對西爾維亞三姐妹的影響極大。她的外祖父、外祖母也是女權運動倡導者。1872年，西爾維亞的父親理查德·潘克斯特就成爲“全英國婦女選舉權協會”（簡稱：NSWS）的成員，并在起草立法方案方面起了很大作用，比如：促使未婚婦女在地方選舉中擁有選舉投票權，已婚婦女對其資產和收入擁有控制權，另外理查德·潘克斯特還大力支持愛爾蘭自治權，在參加1883年曼徹斯特議會補選時，他是第一位表示支持愛爾蘭自治的英國議會候選人。
潘克斯特一家在倫敦羅素廣場居住期間，家裏經常接待來自國内外著名的激進社會活動家，這些人包括俄國無政府主義者克鲁泡特金、法國巴黎公社的重要人物路易絲·米歇爾和費邊主義者安妮·貝贊特等人，西爾維亞後來左翼社會主義思想的形成多少也受到了這些人的影響。
1893年搬回曼徹斯特的潘克斯特一家，西爾維亞的父母加入到蘇格蘭礦工、社會活動家凯爾·哈第創建的獨立工黨。西爾維亞和姐姐克里斯塔貝爾、妹妹阿迪拉在曼徹斯特生活時一起就讀於曼徹斯特女子中學。1903年西爾維亞在曼徹斯特藝術學校接受了藝術培訓，在為獨立工黨完成為該當在索爾福德建造的一個社交大廳繪製壁畫時，西爾維亞卻發現這個後來以她父親命名的大廳排斥婦女。這個經歷使她堅信爲了提高婦女自身的地位需要成立獨立的婦女社會組織。
1904年，西爾維亞·潘克斯特赢得了倫敦皇家藝術學院的獎學金，但是當她得知學院每年頒發的16個獎學金中，有13個是為男性保留的，在凯爾·哈第在議會爲此做質詢時，得到的答復是：當局對此不會做出改變。這令西爾維亞·潘克斯特非常氣憤。

## 推動女權運動
1903年10月10日婦女社會政治聯盟（WSPU）作爲一個獨立的婦女運動組織在曼徹斯特成立。1906年，西爾維亞·潘克斯特開始與姐姐克里斯塔貝爾和母親艾米琳·潘克斯特一起全職為婦女社會政治聯盟（WSPU）工作。她參與了（WSPU）的標志、傳單、標語、海報以及會議廳的裝飾等宣傳工作。作爲婦女社會政治聯盟（WSPU）的報刊《婦女參選報》（後改名爲《女權報》“The Suffragette”），潘克斯特經常為其撰寫文章，并在1911年出版了《婦女爭取選舉權運動史》（The History of the Women's Militant Suffrage Movement），其中描述了她在1910年11月18日目睹的“英國黑色星期五事件”，當時有300名婦女為爭取婦女選舉權游行到西敏宮，遭到倫敦警察和男性旁觀者的暴力對待。

### 考察美國勞工婦女

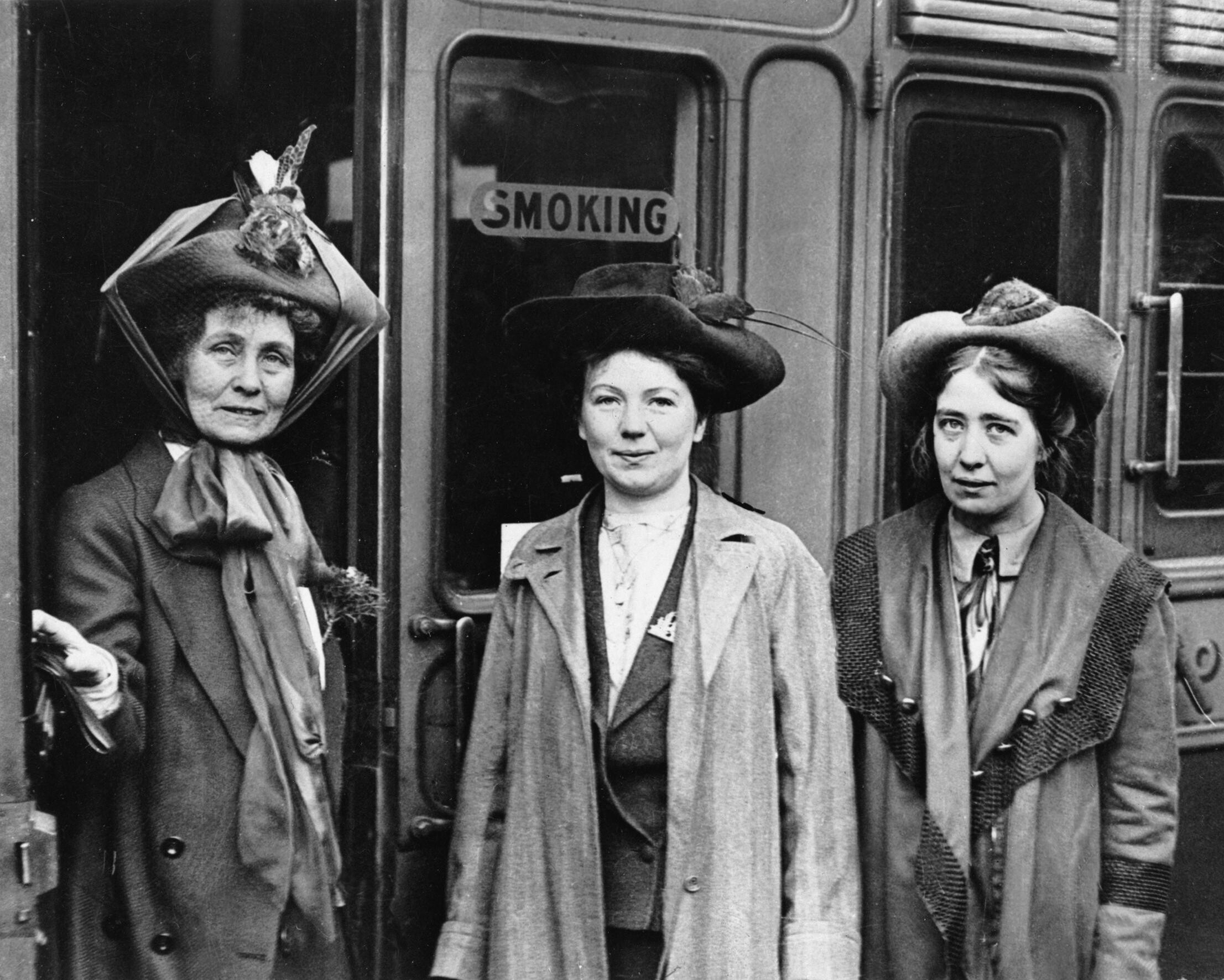
西爾維亞（右）和母親艾米琳（左）、姐姐克里斯塔貝爾於1911年10月4日在倫敦滑鐵盧車站動身前往北美

1911年西爾維亞·潘克斯特在美國進行了兩次巡迴演講。從1911年頭三個月和1912年初，在寫給凯爾·哈第的信中談到了，她必須説服那些中產階級業主，是他們認識到婦女勞工的艱辛以及母親與孩子的貧困是新舊大陸的共同特徵，她訪問了當地的工廠、車間以及監獄，觀察了泰勒式管理，認爲這種管理模式使工人們成爲機器的一部分以及見證了美國南方對黑人的無形懲罰等。
1909年由20,000名猶太裔移民女工舉行的抗議“紐約血汗工廠”的大罷工在幾年之後蔓延到了其他城市。1911年1月西爾維亞·潘克斯特在芝加哥期間，目睹了該市的服裝廠工會糾察隊遭到毆打和逮捕，兩人被殺。她在芝加哥警察局探望了被捕的罷工工人，並觀察到他們的工作條件與英國女權運動者所遭受的條件一樣的糟糕。
在同一時期，西爾維亞·潘克斯特在紐約結識了女權社會主義的先驅瑪格麗特·山額和年輕的美國勞工活動家伊麗莎白·居來·弗林，潘克斯特在洗衣店工人身上看到了通過工人集體力量制約了雇主實施種族和性別歧視來進行剝削。1912年4月，潘克斯特參加了紐約内衣工廠火災遇難的146名服裝工人葬禮。

### 開展絕食活動
1913年2月至1914年，西爾維亞·潘克斯特因爲在倫敦參加抗議（包括絕食）活動而八次遭到逮捕。1914年6月，《貓捉老鼠法令》通過後，考慮到她因絕食而虛弱的身體，因此她獲得了短暫釋放。然而獲釋之後，支持者們把她擡到英國下議院，她在那裏宣佈經繼續絕食，直到首相阿斯奎斯同意接見東倫敦婦女代表團。爲此，阿斯奎斯接見了六位職業母親組成的代表團，聼取了她們對西爾維亞·潘克斯特關於婦女投票權對其日常生活的重要性的呼籲，在這之後阿斯奎斯首相表示：婦女投票權必須等待法律上選舉權的全面改革。這個直到1918年才得以初步實現，不過當時也僅限於30歲以上和有具有一定財產的婦女。在這10年之後婦女選舉權才完全實現。

## 一戰時期社會活動
1914年8月4日，英國對德國宣戰。作爲WSPU的領導人、西爾維亞的母親艾米琳·潘克斯特認爲大敵當前，應該放下與政府的分歧，全力配合政府的戰爭政策，爲此英國政府與WSPU進行了談判，政府同意釋放被監禁的女權運動者，但要求對方停止激進活動。婦女社會政治聯盟（WSPU）也做了妥協，將《女權報》的報刊名稱改名爲《不列顛報》。但是對戰爭態度，西爾維亞與母親艾米琳持相反立場，母女二人爲此而決裂。最後，西爾維亞被婦女社會政治聯盟（WSPU）開除。
被開除之後，西爾維亞另外創建了“工人社會主義聯合會”，繼續呼籲反對徵兵和聲援反戰運動。除此之外，她還呼籲支持為從事戰爭後勤工作的婦女提供同等報酬、減免婦女的債務、改善士兵妻子的津貼以及為窮人減輕戰爭負擔等，並希望儘早結束戰爭。
在戰爭期間，在倫敦東區工人社會主義聯合會（WSF）試圖為婦女提供實際幫助，他們組建了“廉價食堂”，安排婦女在玩具製造合作社就業，參照蒙台梭利教育法提供兒童教育，建立家訪中心，提供免費醫療和咨詢。但這些活動牽扯到富裕階層的贊助，因此西爾維亞·潘克斯特又不願意看到因有求於人而被迫屈尊，因此她希望在這個活動中，贊助與受益雙方都處於平等地位。而英國政府也制定了婦女工資不得少於該地區男性的最低工資的政策，并建立從軍家屬的權利聯盟，鼓勵那些希望不依賴政府福利而獨立創業的婦女的集體行動。
1915年國際婦女和平自由聯盟在海牙成立，西爾維亞·潘克斯特對此表示支持。
1917年7月28日，她的報刊發表了“大無畏的工人——WSF成員”的標題文章，認爲如果要贏得鬥爭，男女之間的團結必不可少。並提出了“社會主義、國際主義、人人都可投票”的新口號。它比《泰晤士報》提前三天刊登了齐格弗里德·沙逊的公開信，齐格弗里德·沙逊認爲，這場戰爭已經成爲“侵略和征服戰爭，那些有能力結束戰爭的人卻故意拖延戰爭“。這導致了警察對報社的突襲搜查。
俄國十月革命西爾維亞·潘克斯特益發相信，只有蘇聯才能形成社會主義變革的”指導性協調機制“。因此，她拒絕了1918年12月雪菲爾哈倫選區的選舉邀請。但是作爲工人社會主義聯合會（WSF）繼續支持其他社會主義者候選人。

## 加入共產國際
在關於社會主義的理念方面，西爾維亞·潘克斯特最初非常激進。她認爲：社會主義者必須按照蘇聯路綫建立一個工業共和國，並主張放棄議會制度。列寧在1920年發表的《共產主義運動中的“左派”幼稚病》文章中介紹了工人社會主義聯合會（WSF），並建議西爾維亞·潘克斯特不要放棄“議會鬥爭”，全面拒絕議會制是一個錯誤。
1920年WSF籌辦英國共產黨第三國際支部（BSTI），爲了這次會議，西爾維亞·潘克斯特在《工人無畏報》上發表了宣言，但是這篇宣言并沒有提及列寧主義的建黨方針和中央計劃經濟模式，而是采用了更接近荷蘭的馬克思主義者安東尼·潘涅庫克的荷蘭式委員會共產主義和西爾維亞·潘克斯特的夥伴西尔维奥·科里奥主張的無政府工團主義的思想。但最終1920年8月成立的英國共產黨（CPGB）獲得了莫斯科的承認。同年7月西爾維亞·潘克斯特來到蘇聯，參加了共產國際第二次代表大會，在那裏她見到了列寧。列寧勸説她盡量與其他的共產黨派別聯合在一起。
從蘇聯回來之後，西爾維亞·潘克斯特熱情洋溢地頌揚了新生的蘇聯：

從俄國……我帶走了一個普遍的記憶，那就是美麗、成長的孩子和健康的人民。看上去，一種幸福的滿足感和振奮、自信的熱情正從革命的積極締造者和無產階級國家的建設者身上煥發出來，並傳給越來越多的人……

9月，西爾維亞·潘克斯特與威利·加拉赫召集了工廠管理運動、英國共產黨、蘇格蘭工人代表委員會、反議會共產主義小組等英國國内的共產主義各派會議，與會者一致同意各派在1921年1月合并到英國共產黨。
由於她在報刊《工人无畏报》（Workers' Dreadnought）發表文章，呼籲英國碼頭工人將運送給與布爾什維克作戰的白俄軍隊武器設備抵制裝船，爲此她於1920年10月被捕，并被判刑六個月。在被關押期間，她結識了不少獄友，其中有年輕人、老年人、流離失所者、孕婦以及在監獄出生的嬰兒，她爲此寫了一本名爲《在冰冷的石板上寫作》（Writ on Cold Slate）的詩集發表於1922年。

### 與莫斯科決裂
1921年9月，西爾維亞認爲：共產黨内必須有表達和交流思想的自由，黨的紀律不能束縛它。由於潘克斯特拒絕將《工人無畏報》的控制權交給英國共產黨而遭到開除。11月潘克斯特在“致列寧的公開信”中警告：布爾什爾維克已經開始背棄了共產主義，並默認了歐洲走向了意大利的法西斯道路。她重申了1918年羅莎·盧森堡對布爾什維克的批評，在對待小農土地分配政策上，布爾什爾維克已經背叛了革命。她還將後來被蘇聯政府列爲禁書的亚历山德拉·柯伦泰文章刊登在《工人無畏報》上，以此對蘇聯的官僚機構發出了抨擊，並呼籲釋放被布爾什維克關押的無政府主義者。
到了1923年7月，西爾維亞·潘克斯特得出了結論：”無產階級專政“一詞已被（蘇共）黨内官員用來證明對自己的黨員和廣大人民進行獨裁專制。布爾什維克所解釋的社會主義已經剝奪了其解放人民的承諾。在她的《工人無畏報》關於蘇聯政權的一篇文章中，她寫道：

布爾什維克現在擺出一副高效托拉斯化的中央集權的國家控制、以增產為名的無產階級紀律的預言家的姿態……。但俄國工人依然是薪金的奴隸，而且是非常貧窮的奴隸，在國家的脅迫下，他們的地位并非是主人而是從屬，他們的工作不是出於自由意志，而是爲了生活糊口而不得不如此……

## 二戰之前社會活動

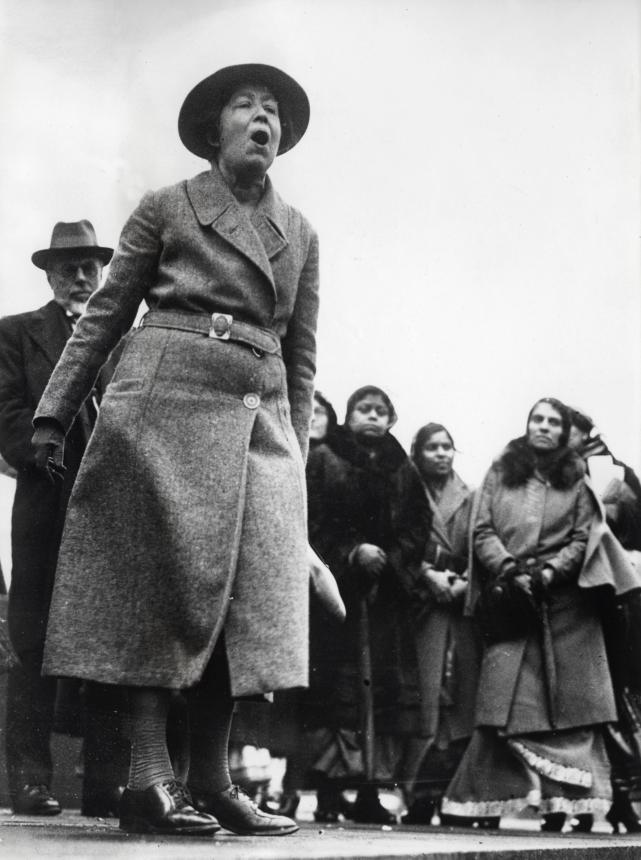
1932年西爾維亞·潘克斯特在倫敦特拉法加廣場發表演説批判英國的印度政策

在對待愛爾蘭問題（包括愛爾蘭大起義），西爾維亞·潘克斯特在《工人無畏報》上表達了自己的觀點：正義對愛爾蘭叛亂只能做一個回答，那就是允許愛爾蘭自己管理自己。她對愛爾蘭的武裝起義表示理解，認爲起義者具有崇高理想，尤其是對愛爾蘭共和國所有公民享有平等機會與平等權利的承諾。
在對待印度殖民地問題上，西爾維亞·潘克斯特在1926年孟買出版的《印度和人間天堂》一書中寫道：古代印度的社會和家庭生活具有平等、博愛、互助等這些共產主義的基本特徵。但這些後來都被祭司、統治者和包括英國的外來入侵者引進的種姓制度和種族歧視給破壞了。
由於西爾維亞·潘克斯特對英國的印度殖民政策直言不諱的抨擊，使她的這部書未能在英國出版。對英國在英屬印度地區的殖民統治期間，爲了鎮壓緬甸和旁遮普西北邊境省w的當地民衆叛亂，英國出動了空軍進行轟炸，爲此1936年她與雕刻家埃里克·本非爾德合作，在伍德福德綠地樹立了一個名爲“石彈”的反戰紀念碑以表達對英國政府對當地民衆暴力鎮壓的抗議。
1934年，法國女權主義者加布里埃爾·杜尚組建了世界婦女大會，并擔任世界婦女反戰和反法西斯委員會主席（CMF：Comité mondial des femmes contre la guerre et le fascisme），西爾維亞·潘克斯特與夏洛特·德斯帕德、艾倫·威爾金森、維拉·布里坦、斯托姆·詹姆森這些英國女權運動活動家們一起爲此發起了贊助。在埃塞爾比亞戰爭爆發前，該委員會於1935年9月2日舉行了國際保衛埃塞爾比亞人民委員會第一次會議。
西爾維亞·潘克斯特在1922年“致列寧的公開信”中指出了歐洲被法西斯主義的威脅所籠罩，她積極幫助那些因爲反對法西斯主義而被迫流亡的意大利社會活動家，其中包括她的男友，意大利反法西斯的“意大利自由之友”的創始人西爾維奧·科利奧。
在面對法西斯勢力日益擡頭的情況下，西爾維亞·潘克斯特寫信給她的選區議員溫斯頓·丘吉爾，表示支持他的外交路綫，但對未能采取行動阻止意大利入侵埃塞俄比亞感到失望。

## 與埃塞俄比亞的關係
從1935年起，西爾維亞·潘克斯特愈來愈關注埃塞俄比亞的情勢。1935年7月，西爾維亞·潘克斯特代表“国际反战反法西斯同盟”與“有色人種聯盟”的喬治·布朗、“杜絕戰爭運動”的左翼作家雷金納德·雷諾兹以及“反對帝國主義大同盟”的雷金納德·布里奇曼一起，在倫敦艾塞克斯街教堂舉辦了聲援埃塞俄比亞的集會。1935年10月意大利入侵埃塞俄比亞之後，她在倫敦創辦了《新時代與埃塞俄比亞新聞》的報刊（The New Times and Ethiopia News）報道了意大利軍隊在埃塞俄比亞的暴行，這篇報紙也為非洲其他地區的反殖民主義作家提供了一個發表文章的窗口。《新時代與埃塞俄比亞新聞》的報刊發行了20年，在它最鼎盛時期每周銷售量達到40,000份。由於她的反殖民政策的主張，這張報刊的發行在某些英國殖民地遭到禁止。
1936年6月海爾·塞拉西一世流亡英國，在英國建立了埃塞俄比亞海外流亡政府，當他來到倫敦時，西爾維亞·潘克斯特特意去倫敦火車站迎接，這是她第一次見到這位埃塞俄比亞君主。她的傳記作家帕特里夏·羅梅羅（Patricia Romero）認爲她對海爾·塞拉西一世非常崇拜，這多少讓人質疑西爾維亞·潘克斯特的共和主義理念，不過據西爾維亞·潘克斯特的兒子理查德的回憶，他母親曾經對海爾·塞拉西一世說過，她終身都是共和主義者，她支持海爾·塞拉西一世是出於反對帝國主義、反對種族主義和反法西斯主義的立場，她雖然對埃塞俄比亞的國内政治抱持審慎態度，但也直言不諱地表示支持該國的工會和應該實現普選。
二戰期間，意大利被盟軍趕出埃塞俄比亞之後，西爾維亞·潘克斯特於1944年第一次訪問了埃塞俄比亞，她發現埃塞俄比亞雖然名義上是獨立國家，但實際上變相地處於英國的殖民統治之下。
戰後的1950年-1951年第二次訪問埃塞俄比亞。她主張吉布提、索馬里應該與埃塞俄比亞統一，這樣才能根絕殖民統治。由於西爾維亞·潘克斯特的影響力，她發表的這些觀點主張經常令英國外交界感到難堪，有官員説：“這個可怕的老妖婆應該被她的小冊子噎死”
1955年她出版了一部介紹埃塞俄比亞文化藝術的書籍《埃塞俄比亞的文化史》（Ethiopia: A Cultural History）。

### 晚年

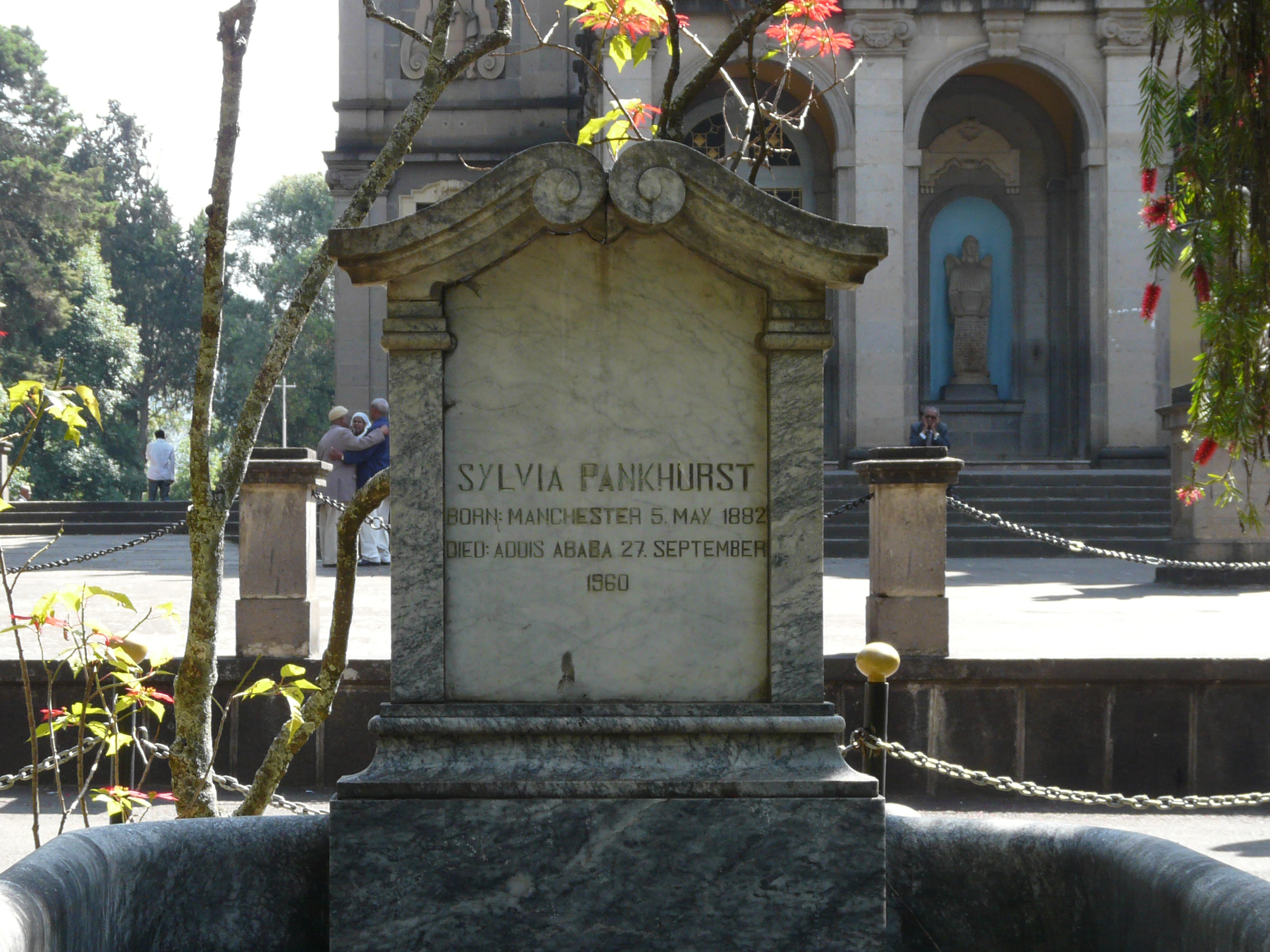
西爾維亞·潘克斯特的墓地

1956年，在西爾維亞·潘克斯特的生活伴侶西爾維奧·科利奧去世兩年之後，為使埃塞俄比亞的婦女發展事業得到幫助，海爾·塞拉西一世邀請西爾維亞·潘克斯特和她兒子理查德去亞的斯亞貝巴生活，她欣然接受了海爾·塞拉西的邀請。來到了埃塞俄比亞之後，她積極參與了為埃塞俄比亞的第一家教學醫院籌集資金等社會活動。
1960年9月27日，西爾維亞·潘克斯特在亞的斯亞貝巴去世，享年78歲。海爾·塞拉西一世為她舉行了國葬，並追授她為“榮譽埃塞俄比亞人”的稱號，她被安葬在亞的斯亞貝巴的“聖三一大教堂”，在這座安葬了很多與意大利軍隊作戰陣亡的埃塞俄比亞愛國者的大教堂中，西爾維亞·潘克斯特是當時唯一被安葬的外國人。

## 個人家庭
一戰結束前夕，她與意大利無政府主義者西爾維奧·科利奧開始同居，兩個人在伍德福德綠地生活了30年，在她45歲的1927年，兒子誕生。爲了紀念她的父親、兒子的外公理查德·潘克斯特，她也給兒子起了相同的名字理查德·潘克斯特。由於西爾維亞·潘克斯特反對女性在婚姻方面使用丈夫姓氏，她始終不願意與孩子的父親正式結婚，這使本來就因政見不合而與她分道揚鑣的母親艾米琳更爲惱火，她與西爾維亞·潘克斯特爲此徹底斷絕了關係。
她的兒子理查德後來成爲亞的斯亞貝巴大學成立的“埃塞俄比亞研究所”的第一位主任，2017年理查德去世之後，與母親一樣也被下葬在“聖三一大教堂”。
西爾維亞·潘克斯特的孫子和孫女在她去世之後誕生。孫子阿廬拉·潘克斯特是亞的斯亞貝巴大學人類學副教授和“青年生命工程”埃塞俄比亞地區負責人以及《埃塞俄比亞觀察家》雜志的撰稿人。孫女海倫·潘克斯特是英國作家和學者，擔任“國際關愛協會”高級顧問，在英國和埃塞俄比亞兩地工作。

## 藝術作品

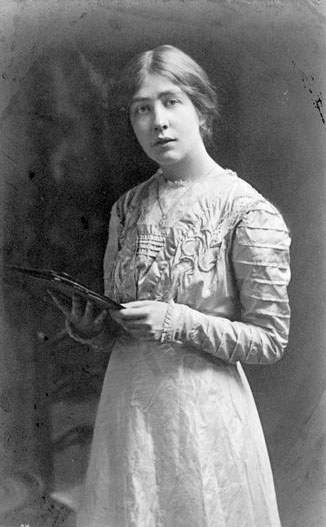
年輕時代的西爾維亞·潘克斯特

西爾維亞·潘克斯特她從小就立志要當一個“為社會進步運動的畫家”，她年輕時在曼徹斯特藝術學院和倫敦皇家藝術學院深造，這為她打下了繪畫和繪圖設計的藝術基礎。她曾為婦女社會政治聯盟（WSPU）競選工作設計的“自由天使”的圖案印在橫幅、宣傳冊子以及茶杯等宣傳物上。
1907年她在英格蘭、蘇格蘭各城鎮巡迴活動，為女工們畫像。但是西爾維亞·潘克斯特後來感到無法協調藝術創作與社會活動，她説：“經常有很多母親帶著孩子們上門求助，孩子們飢病交加的目光讓我無法再繼續藝術創作”。在她27歲那年，儘管她的畫作技巧已經逐漸成熟，但她還是放棄了繪畫創作，全身心地投入到社會政治活動中。
西爾維亞·潘克斯特在她有生之年從未擧辦過個人畫展。1982年之後，她的一些作品逐漸公佈于世，1987年巴比肯藝術中心（Barbican Art Gallery）第一次展出了她的畫作，2013年至2014年泰特現代藝術館用一個展廳展出了西爾維亞·潘克斯特的後代所收藏的部分畫作，2018年1月至4月曼徹斯特美術館也舉辦了她的畫展。

## 外部鏈接
- 西爾維亞·潘克斯特談她的母親（1953年7月16日BBC錄音采訪） （页面存档备份，存于）
- 推動婦女解放運動的兩姐妹（英文YouTupe頻道）  （页面存档备份，存于）
- Three women for Ethiopia （页面存档备份，存于）